# Ipizte
El Ipizte o  Ipizti es una montaña de 1.067 metros de altitud perteneciente a los Montes Vascos. Está situado en Álava País Vasco (España).
Es un monte rocoso entre mezclado con bosque de forma de castillete que va ganando altura en dirección norte. Entre esta cumbre y el Anboto, que aparece aquí como una gran mole de piedra caliza, se forma el collado de Zabalaundi. El Ipizte forma parte de los llamados Montes del Duranguesado.

## Descripción
El Ipizte se ve pequeño al lado de su vecino Anboto. Conformado de roca entre la que crece la vegetación va tomando altura según se desplaza al norte. Al sur está limitado por el Orisol del que queda separado por el collado Leziaga.
Las cumbres secundarias de esta montaña son la peña Gantzaga de 992m de altitud, con una imponente pared en su cara este, que se sitúa justo encima del barrio de Aramayona del mismo nombre y la peña Albina de 904m de altitud.
Los monolitos rocosos, los llamados Hiruaitzeta, que sobresalen del bosque que rodea el macizo tienen algunas viejas vías e escalada. En el casquete rocoso de Gantzagako haitza hay vía equipadas muy interesantes.

## Ascensos
Las vías más normales para acceder a la cumbre tienen como punto común el collado de Zabalaundi una vez en él solo hay que seguir las indicaciones para llegar, por fáciles pasos de trepada, hasta la cumbre. Otro de los puntos de ascenso es el collado de Leziaga, que queda al sur de la cumbre.
- Desde Oleta.

Se parte de Oleta por una pista ancha en dirección norte para alcanzar el collado de Zabalaundi y de allí a la cumbre.
- Desde Urkiola.

Se sigue el mismo camino que para ir al Anboto, siguiendo la pista hasta las campas de Asuntze, donde esta la fuente Pol-pol. De allí se sigue el camino señalado para la vía normal del Anboto y luego, dejando esta a la izquierda se continua hasta Zabalaundi. Y de allí a la cumbre.

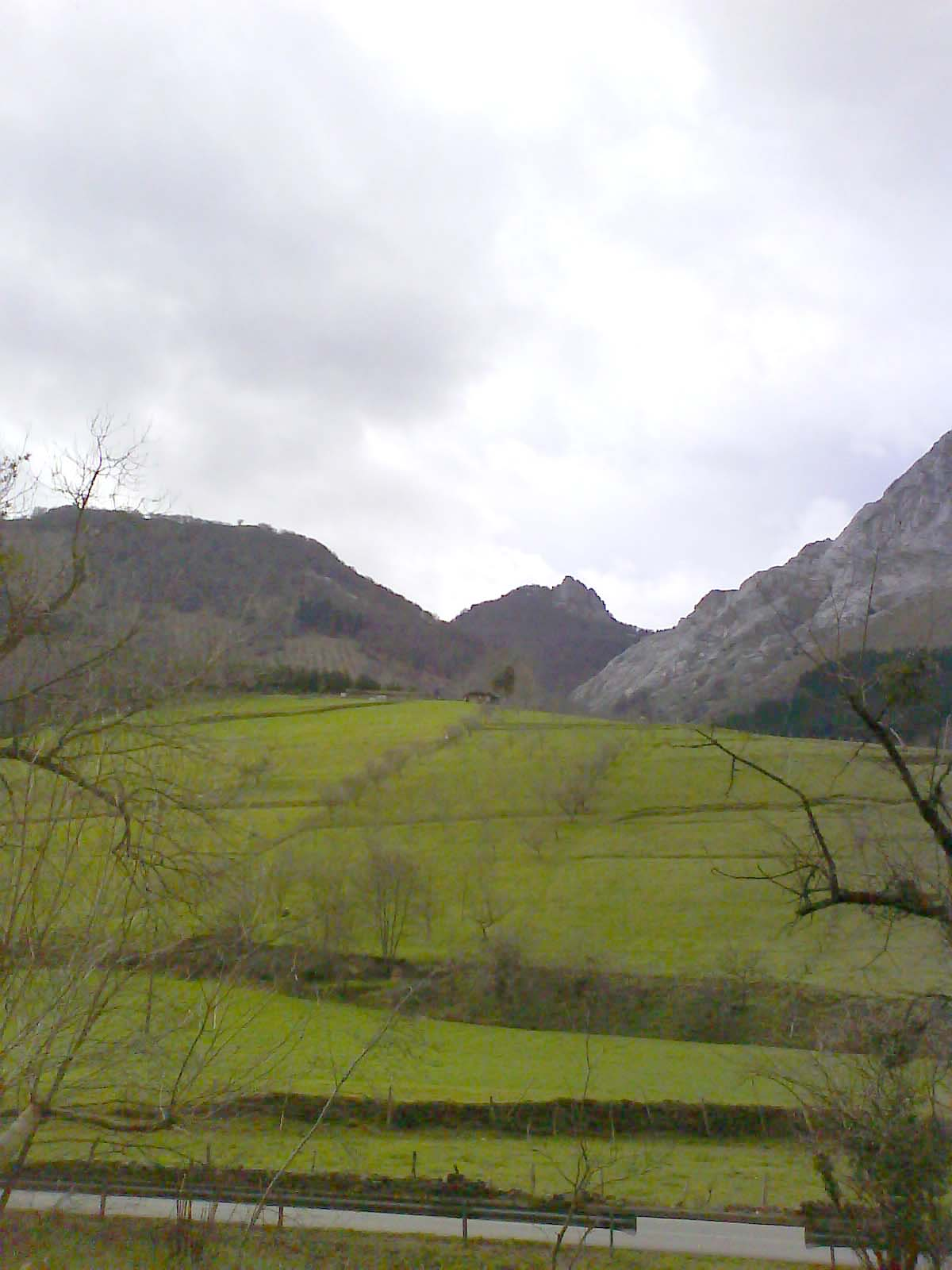
Ipizte visto desde Arrazola.
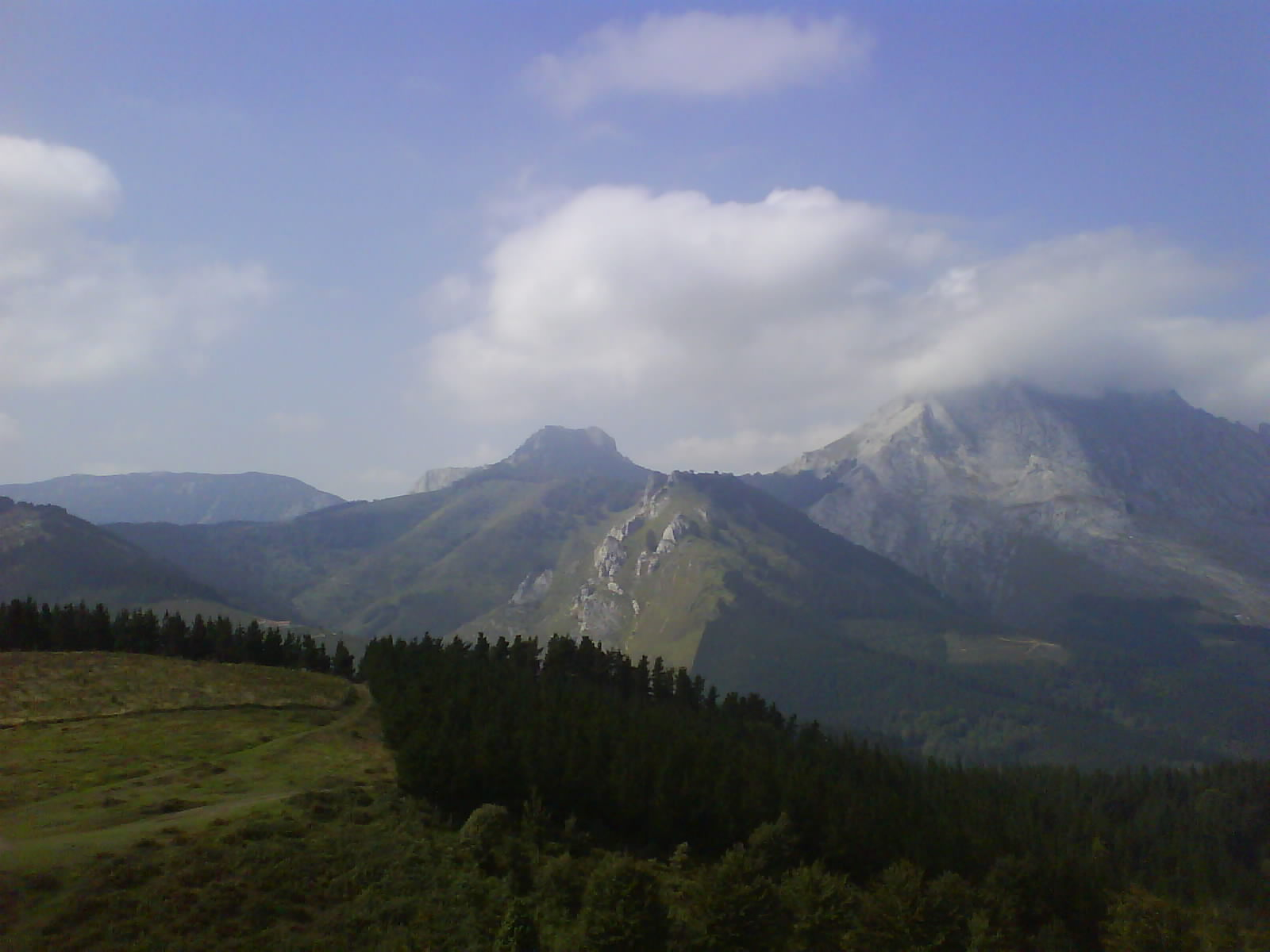
Ipizte desde el Besaide.
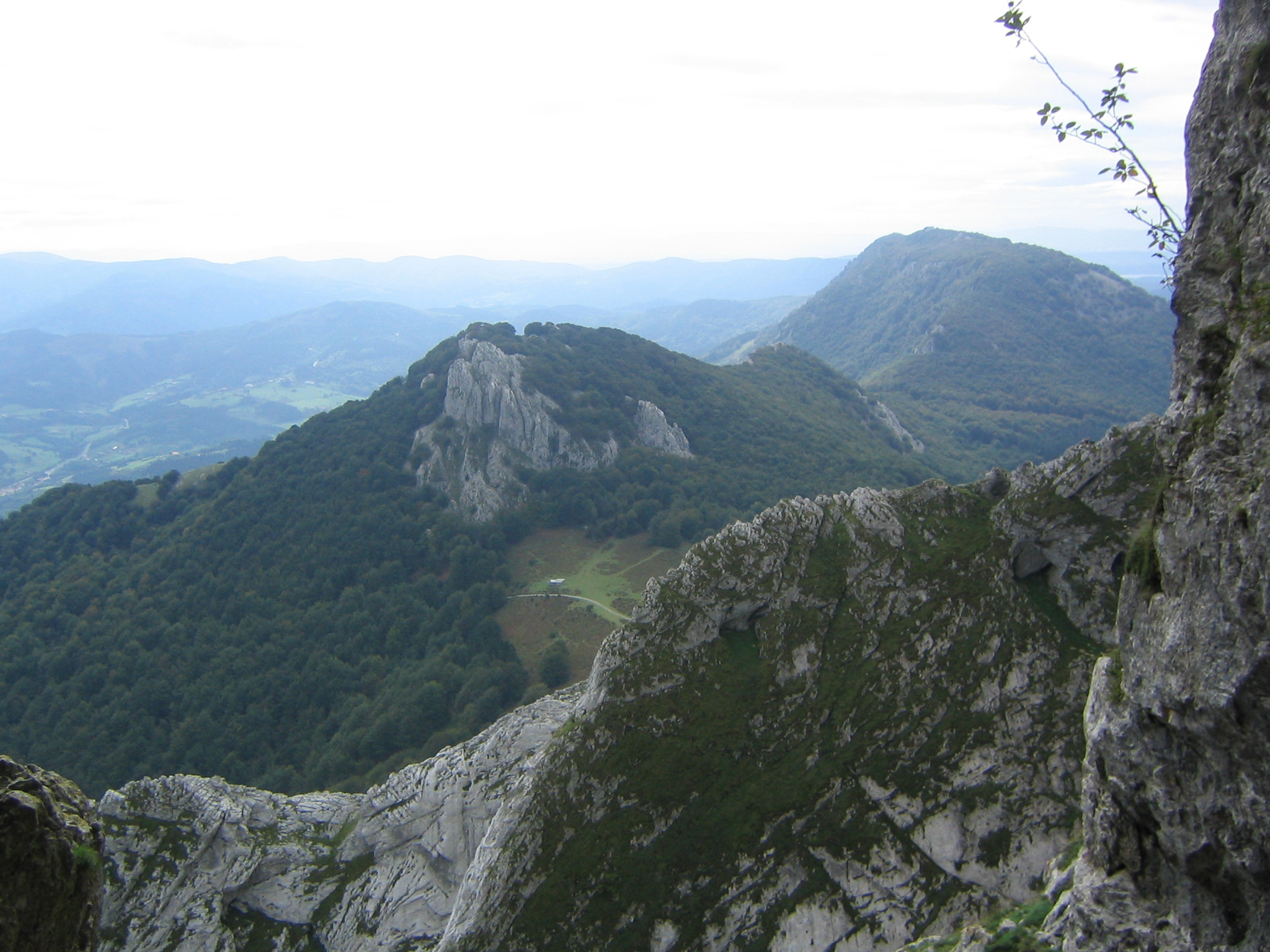
Ipizte y Orisol desde la cueva de Mari, en la pared este del Anboto, en primer término la arista de Ezkillar y, tras ella, Zabalandi.
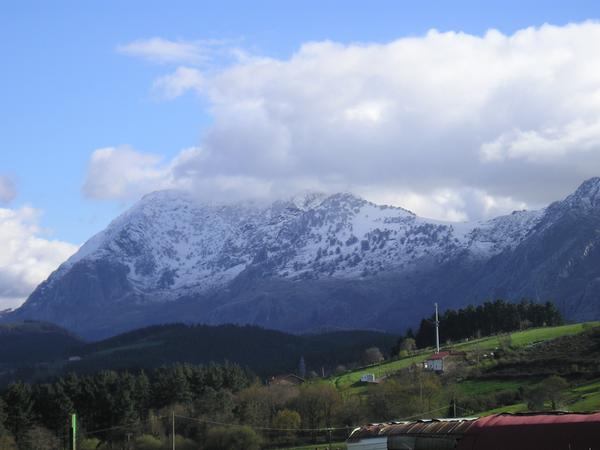
Anboto con el Ipizter a su derecha.

- Desde Gantzaga o de Etxaguen.

De Gantzaga se alcanza el collado de Leziaga, desde allí podemos subir a la peña Albina y seguir por la crestería hasta la cumbre, o bien rodear la mole por un amplio camino que lleva a Zabalaundi atravesando un hayedo y antes de llegar al collado del Amboto meternos a la derecha empezando a ascender hacia la cumbre.
Tiempos de accesos: 
- Oleta (1h 45 m).
- Gantzaga (1h 15 m).
- Etxaguen (1h 30 m)
- Urkiola (1h 30 m)

Fuente (rutas de ascenso): Mendikat